# Bojan Isailović
Bojan Isailović (ur. 25 marca 1980 w Belgradzie) – serbski piłkarz grający na pozycji bramkarza.

## Kariera klubowa
Isailović jest wychowankiem Crvenej zvezdy. W 2001 roku został zawodnikiem FK Rad. W sezonie 2002/2003 przebywał na wypożyczeniu w Sremie Jakovo, gdzie wystąpił w 17 ligowych meczach. Po powrocie do swojego klubu grał sporadycznie. W rundzie jesiennej sezonu 2005/2006 rozegrał w lidze jedno spotkanie w barwach Radu, po czym przeniósł się do FK Sevojno, gdzie szybko stał podstawowym golkiperem – przez półtora roku występów w nowym zespole zaliczył 52 mecze w Prvej lidze Srbije. Następnie został bramkarzem FK Čukarički, z którym w sezonie 2006/2007 wywalczył awans do pierwszej ligi. W 2008 roku został wybrany najlepszym bramkarzem ligi serbskiej. W przerwie zimowej sezonu 2008/2009 Isailović wyjechał do Turcji i został zawodnikiem Gençlerbirliği SK. Pół roku później powrócił do FK Čukarički, gdzie walczył o miejsce w składzie z młodym Budimirem Janoseviciem.
6 stycznia 2010 roku Isailović zakończył trwające kilkanaście dni negocjacje z Zagłębiem Lubin, które zaoferowało korzystniejsze warunki niż Partizan Belgrad (do gry w Partizanie namawiał go selekcjoner reprezentacji Serbii Radomir Antić). W ostatniej chwili ofertę polskiego klubu chciał przebić rosyjski Spartak Nalczyk, który zaproponował zawodnikowi wyższy kontrakt. Isailović był już jednak zdecydowany na grę w Zagłębiu i podpisał z nim trzyletnią umowę. W nowym klubie zadebiutował 28 lutego w meczu z Piastem Gliwice, w którym wpuścił jednego gola po strzale Kamila Wilczka. W swoim pierwszym meczu nie zaprezentował się dobrze – zaliczył dwie niepewne interwencje na przedpolu i źle wykopywał piłkę. Z czasem zaczął bronić jednak lepiej i obok Ilijana Micanskiego stał się najlepszym zawodnikiem Zagłębia. W marcu doznał urazu mięśnia dwugłowego. Nie był to poważny problem, jednak sztab szkoleniowy wolał nie ryzykować i wysłał między słupki Aleksandra Ptaka, który zagrał w trzech spotkaniach, w których prezentował się poprawnie. Serbski gracz do podstawowego składu powrócił w pojedynku z Cracovią, nie wpuszczając w nim żadnej bramki. Do końca sezonu wystąpił we wszystkich ligowych spotkaniach, m.in. z Lechem Poznań, po którym rywale zapewnili sobie mistrzostwo Polski, zaś Zagłębie utrzymało się w Ekstraklasie, kończąc rozgrywki na 10. lokacie.

## Kariera reprezentacyjna
W reprezentacji Serbii Isailović zadebiutował 14 grudnia 2008 roku w towarzyskim spotkaniu z Polską, w którym bronił w pierwszej połowie, po czym został zastąpiony przez Vladimira Stojkovicia. W meczu tym grali głównie rezerwowi, zaś Polacy wygrali 1:0 po golu Rafała Boguskiego. Drugi występ w barwach narodowych zaliczył na początku kwietnia 2009 roku kiedy to wszedł w 37 minucie pojedynku ze Szwecją za kontuzjowanego Vladimira Dišljenkovicia. W listopadzie zagrał w wygranym 1:0 spotkaniu z Irlandią Północną.
W połowie maja 2010 roku Radomir Antić ogłosił szeroką listę 30 kandydatów do gry na Mistrzostwach Świata w RPA, na której znalazł się Isailović. Kilka dni później wyselekcjonował 24 piłkarzy, rezygnując m.in. z Miralema Sulejmaniego czy Nemanji Maticia. 1 czerwca selekcjoner podał oficjalną, 23-osobową kadrę, w której znalazł się Isailović. Następnego dnia wyszedł w podstawowym składzie swojej reprezentacji w meczu przeciwko Polsce. W pojedynku toczonym w trudnych warunkach, przy padającym deszczu, wykazał się kunsztem choćby w 24 minucie, gdy w znakomity sposób obronił uderzenie Roberta Lewandowskiego. W przerwie został zmieniony przez Vladimira Stojkovicia, a spotkanie zakończyło się bezbramkowym remisem.
Reprezentacja Serbii udział w Mistrzostwach Świata w RPA rozpoczęła od przegranego spotkania z Ghaną, następnie sprawiła niespodziankę pokonując Niemców, a na koniec fazy grupowej uległa 1:2 Australijczykom. We wszystkich trzech meczach podstawowym bramkarzem był Vladimir Stojković, który spisywał się poprawnie, a w pojedynku z Niemcami obronił rzut karny wykonywany przez Lukasa Podolskiego. Jedna wygrana Serbów nie dała im promocji do następnej rudny – zajęli ostatnie, czwarte miejsce i pożegnali się z turniejem.
| Mecze w reprezentacji | Mecze w reprezentacji | Mecze w reprezentacji | Mecze w reprezentacji | Mecze w reprezentacji | Mecze w reprezentacji |
| #                     | Data                  | Miasto                | Przeciwnik            | Wynik                 | Rozgrywki             |
| --------------------- | --------------------- | --------------------- | --------------------- | --------------------- | --------------------- |
| 1.                    | 14 grudnia 2008       | Antalya               | Polska                | 0:1                   | towarzyski            |
| 2.                    | 1 kwietnia 2009       | Belgrad               | Szwecja               | 2:0                   | towarzyski            |
| 3.                    | 14 listopada 2009     | Belfast               | Norwegia              | 1:0                   | towarzyski            |
| 4.                    | 2 czerwca 2010        | Kufstein              | Polska                | 0:0                   | towarzyski            |